# دوري الأوروغواي لكرة السلة
دوري الأوروغواي لكرة السلة هو دوري كرة سلة للمحترفين في الأوروغواي تأسس في 2003 يلعب فيه 26 فريقاً. يعتبر فريق ديفينسور سبورتينغ هو الأكثر تتويجا باللقب.

## أبرز الفرق
- ديفينسور سبورتينغ

## وصلات خارجية
- الموقع الإلكتروني